# 吳志雄
吳志雄（英語：Frankie Ng Chi Hung，1953年12月25日—），原名吳景才，香港男演員，多演黑幫頭目之類的角色。現實中，他是三合會組織和合圖的前成員，曾經參與過黑社會活動，在1980至1990年代在香港銅鑼灣負責經營或管理夜總會、酒吧、賭檔和馬檻等娛樂場所以作為組織的收入來源。後來鋃鐺入獄，接受法律制裁。他出獄後迷途知返，勸喻年輕人不要誤入歧途以及不要紋身。近年，他於中國內地登台時吸納了不少歌迷及影迷。其中有一小部分人因為受他的電影演出影響而曾向他表示希望成為他的手下，但吳志雄皆以自身經歷謝絕他們的請求。

## 生平

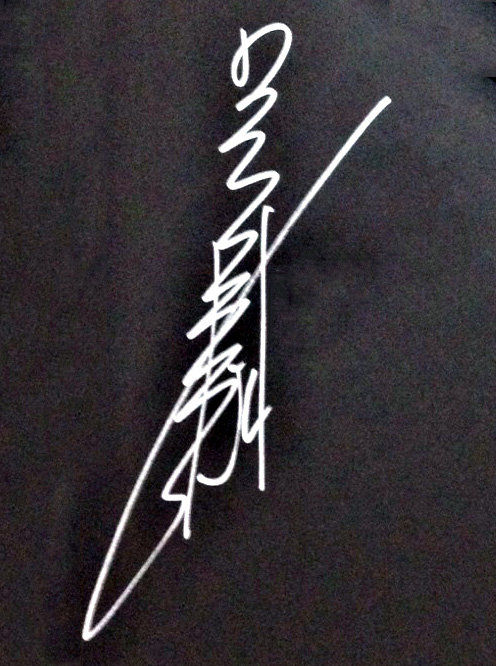
吳志雄的簽名

### 早年生活
吳志雄生於香港島大坑虎豹別墅芽菜坑村的後山，父母皆為泥工。其家中共有八兄弟姊妹，自己排行第五。他早年曾居住在銅鑼灣勵德邨德全樓。小時候讀書機會不多，只在鄉郊住處一帶與同齡小孩跟左派老師上課（並非在學校內上課，只是一班學生聚在一起在戶外聽課和學習）。而其童年的娛樂主要在虎豹別墅、馬山或者芽菜坑度過。由於他的父親是一名武術教頭，所以他自小能夠學習洪拳。

### 演員生涯
吳志雄在1970年代曾經加入邵氏兄弟電影公司跟隨香港著名導演、前無綫電視監製黄志強當龍虎武師，之後因在油塘鯉魚門道遊樂場（高超道球場）鬧事而加入黑社會。1974年，他加入無綫電視，演出過劇集《網中人》、《狂潮》等電視劇中的小角色。他在1987年首次參與他的老朋友林嶺南（南燕）與其弟林嶺東開拍的電影《監獄風雲》，電影當中的演員黃光亮以及許多演犯人的臨時演員都是由他號召旗下黑幫小弟參與拍攝的，並結識了周潤發、古天樂、成龍等香港著名藝人，他亦憑電影中「盲蛇」一角闖出名氣，從此踏足電影事業。除了演出電影之外，吳志雄亦是漫畫及電影的策劃人，《古惑仔電影系列》及《陰陽路》系列等作品就是他有份負責的項目， 他所投資的電影，則有《新家法》、《監獄風雲之少年犯》。
香港電影《古惑仔電影系列》裡的主角陳浩南及大佬B是以他為原型創作，包括年青時加入黑幫組織由來，管理銅鑼灣地區的娛樂場所等，他從該系列的漫畫創作到電影策劃均有給予意見，當中部分內容更是其親身經歷。

### 個人際遇
到了1990至2000年代，他拍過亞洲電視的電視劇集。雖然他曾經名利雙收，不過後來卻投資失利。自2000年起，他隻身以200元傍身前往中國內地發展，並獲李兆基和肥媽邀請開始往來中國內地多個城市如廣州、東北三省、新疆、俄羅斯邊境地區等地作歌唱演出。此外，他也接拍網劇及網絡電影。而現時，他是中國深圳2間「侯斯頓主題餐吧」、1間賣蒸飯的專門店、3間餐館及2間私房菜餐廳的老闆。又有份參與興建酒店的項目。還有，他與家人一同經營工場，售賣健康湯包、減壓茶葉等食品。而他也經營排污渠的隔氣活塞生意。

### 其他資料
吳志雄是女歌手肥媽主唱的著名歌曲〈友誼之光〉背後和音當中的其中一位參與者。而他本人不太喜歡拍攝電視劇，因為拍攝過程需時，浪費他賺錢的時間。年青時曾有一段長時間參與過每年都會舉辦的大坑舞火龍盛事。

## 演出

### 電視劇（無綫電視）
*資料遺漏，請協助補充相關資料。
- 1976年：狂潮
- 1979年：網中人
- 2002年：百分百感覺 飾 Machi

### 電視劇（亞洲電視）
- 1999年：縱橫四海 飾 大哥雄
- 2001年：縱橫天下 飾 大佬B
- 2010年：法網群英 飾 劉順安

### 網劇
- 2017年：反黑 飾 吳志雄 (大佬B)

### 電影
- 監獄風雲（1987年），飾 盲蛇
- 學校風雲（1988年），飾 天椒
- 福星闖江湖（1989年），飾 監獄大佬
- 監獄風雲II逃犯（1991年），飾 盲蛇
- 何日金再來（1992年），飾 石頭
- 水滸笑傳（1993年），飾 史進
- 香港淪陷（1994年），飾 岡田大佐
- 賭神3之少年賭神（1996年），飾 毛球
- 金榜題名（1996年），飾 灣仔牛
- 古惑仔之人在江湖（1996年），飾 鄧智勇 (大佬B)
- 古惑仔3之隻手遮天（1996年），飾 吳志偉 (笑面虎)
- 洪興仔之江湖大風暴（1996年），飾 B哥
- 飛虎雄心2之傲氣比天高（1996年），飾 鄧智勇 (大佬B)
- 陰陽路（1997年），飾 雄哥
- 香港大夜總會（1997年），飾  [註 7]
- 陰陽路2：我在你左右（1997年），飾 華哥
- 97古惑仔之戰無不勝（1997年），飾 鄧智勇 (大佬B)（於陳浩南回憶中出現）
- 黑獄斷腸歌之砌生豬肉（1997年），飾 狗哥
- 精裝難兄難弟（1997年），飾 導演
- 奪舍（1997年），飾 黑幫大佬
- 98古惑仔：龍爭虎鬥（1998年），飾 鄧智勇 (大佬B)（於陳浩南與楊添回憶中出現）
- 龍在江湖（1998年），飾 爛命全
- 新古惑仔之少年激鬥篇（1998年），飾 鄧智勇 (大佬B)
- 古惑仔情義篇之洪興十三妹（1998年），飾 鄧智勇 (大佬B)
- 濠江風雲（1998年），飾 羅炳
- 風雲之雄霸天下（1998年），飾 獨孤一方
- 殺手之王（1998年），飾 黑社會頭目
- 風流3壯士（1998年），飾
- 超級整蠱霸王（1998年），飾 公仔文
- 陰陽路3：升棺發財（1998年），飾 腎虧
- 監獄風雲之少年犯（1999年），飾 盲蛇
- 賭俠1999（1999年），飾 Rocky
- 夜叉（1999年），飾　吳猛
- 新家法（1999年），飾　石屎
- 龍在邊緣（1999年），飾 馬王
- 中華英雄（1999年），飾 月門神
- 千王之王2000（2000年），飾 獄警
- 決戰紫禁之巔（2000年），飾 麻六哥
- 生化特警之喪屍任務（2000年），飾 九哥
- 飆車之車神傳說（2000年），飾
- 友情歲月之山雞故事（2000年），飾 鄧智勇 (大佬B)
- 不死情謎（2001年），飾 阿虎
- 買兇拍人（2001年），飾 洪興大佬B
- 知法犯法（2001年），飾 飛龍
- 老夫子2001（2001年），飾
- 新紮師妹（2002年），飾 阿雄（FBI）
- 江湖篇之大佬（2003年），飾 何耀輝
- 美女食神（2007年），飾 黑社會成員
- 我老婆係賭聖（2008年），飾 黑社會頭目
- 金錢帝國（2009年），飾 肥仔森
- 金瓶梅（2008年），飾 武大郎
- 金瓶梅2：愛的奴隸（2009年），飾 武大郎
- 奪命金（2011年），飾　B哥
- 特殊身份（2013年），飾　黑社會大哥
- 大茶飯（2014年），飾 B哥 / 黃志雄
- 壹獄壹世界：高登闊少踎監日記（2015年），飾 積舅父
- 賭城風雲III（2016年），飾　大佬B
- 樹大招風（2016年）， 飾 鼎爺
- 槓上開花（2016年），飾 黑社會頭目
- 四平青年之浩哥大戰古惑仔（2016年），飾
- 我們的6E班（2017年），飾 仇哥
- 西謊極落之太爆太子太空艙 (2017年)，飾
- 轉型團伙，（2019年），飾 B哥
- 天堂的張望，（2020年），飾
- 曾經擁有，（2025年），飾
- 水餃皇后，（2025年），飾 志雄哥（灣仔的黑社會大哥）

### 節目嘉賓
- 2013年：1級重案．大查犯（有線電視娛樂台）
- 2014年：102觀星總部（now觀星台）

### 音樂錄像
- 2014年：游恩傑《Homies兄弟》

### 歌曲創作
- 2014年：《責任》

### 代言
- 2015年：戰國之怒（內地網絡遊戲）

## 外部連結
- 吳志雄在香港影庫上的簡介
- 香港電台《守下留情》吳志雄訪問（1）：「大佬B吳志雄訪問第一集 + 班長蔡一傑帶你遊尖東，重溫！」（页面存档备份，存于）
- 香港電台《守下留情》吳志雄訪問（2）：「大佬B吳志雄訪問第二集 + 蒲完尖東之後直落尖咀，重溫！」（页面存档备份，存于）
- 香港電台《守下留情》吳志雄訪問（3）：「大佬B吳志雄訪問第三集 + 跟著肖希露教練去拉筋(III)，重溫！」（页面存档备份，存于）
- 香港電台《守下留情》吳志雄訪問（4）：「大佬B吳志雄訪問第四集 + 喺學校大打出手，重溫！」（页面存档备份，存于）
- 香港電台《守下留情》吳志雄訪問（5）：「大佬B吳志雄訪問最後一集 + 饅頭去旅行 + 陳伯廚房 ，重溫！」（页面存档备份，存于）